# Peel Engineering Company
Pour les articles homonymes, voir Peel.
Peel Engineering Company est un constructeur automobile aujourd'hui disparu. Il était basé sur l'île de Man.
On lui doit notamment la Peel P50, la plus petite voiture jamais produite en série.

## Histoire
L'entreprise est fondée durant les années 1950 et commence à produire du plastique à renfort de verre via sa filiale "West Marine Ltd".
La société réalise en 1955 son premier prototype automobile, la Peel Manxcar (en).
La "Peel Engineering Company" devient "Peel Engineering Ltd" en 1965. Elle est dissoute en 1974.

## Résurrection de la marque
En 2010 débute la production d'une réplique assez fidèle de la P50. La production est due à une nouvelle société, "Peel Engineering Ltd" (basée en Angleterre et distincte de son homonyme de 1965).

## Modèles

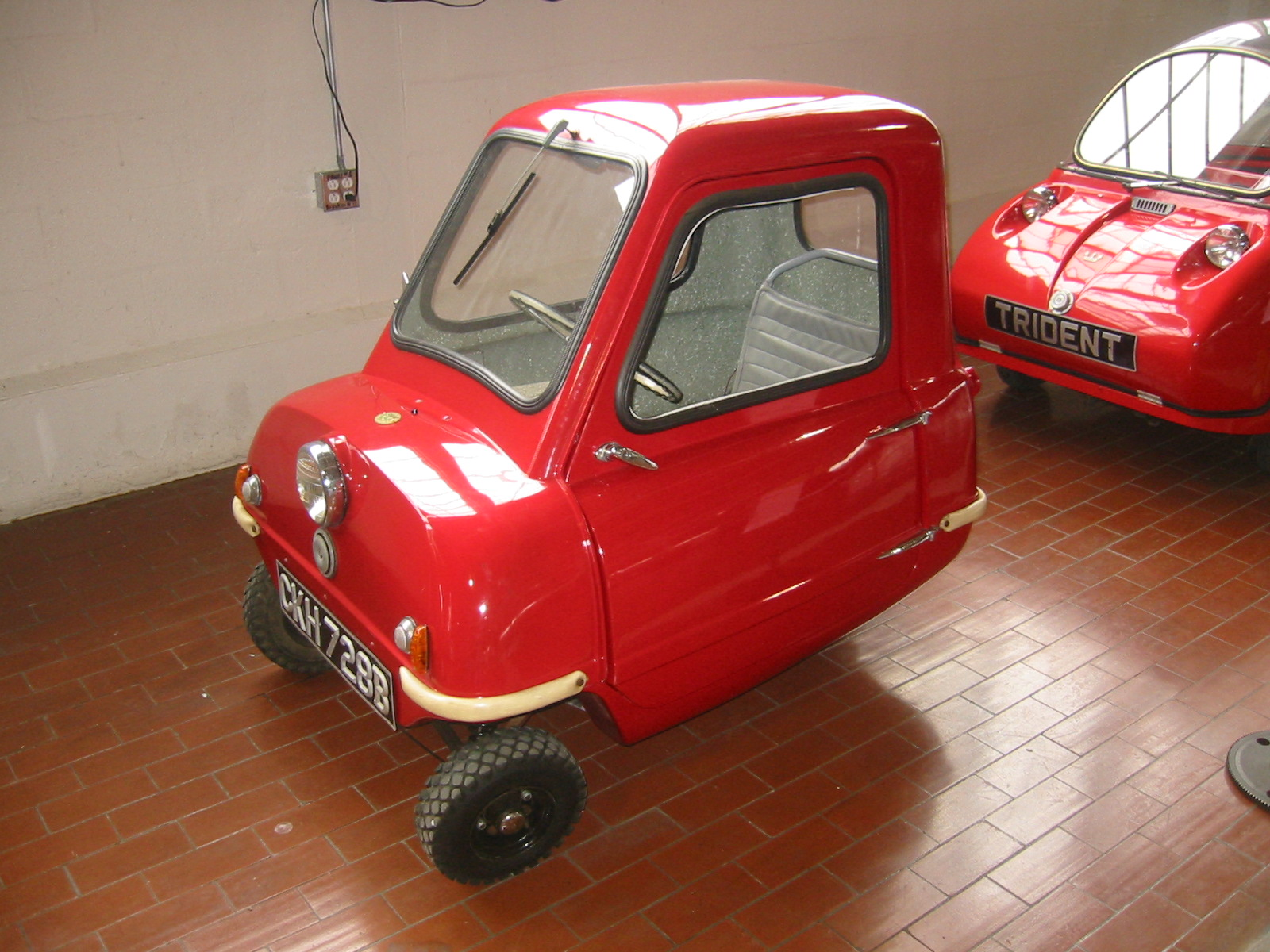
P50 (1962-1965)
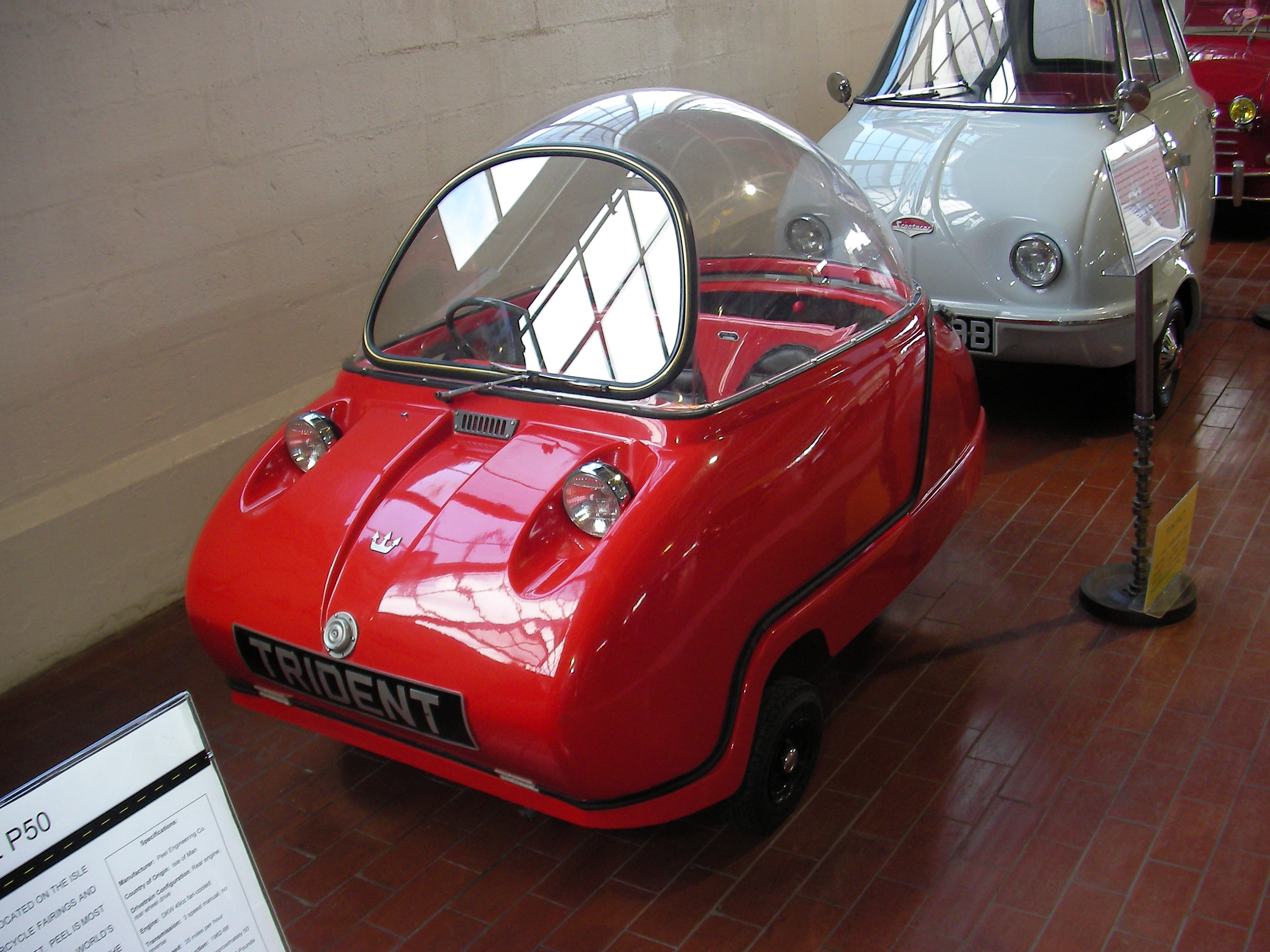
Trident (1965-1966)
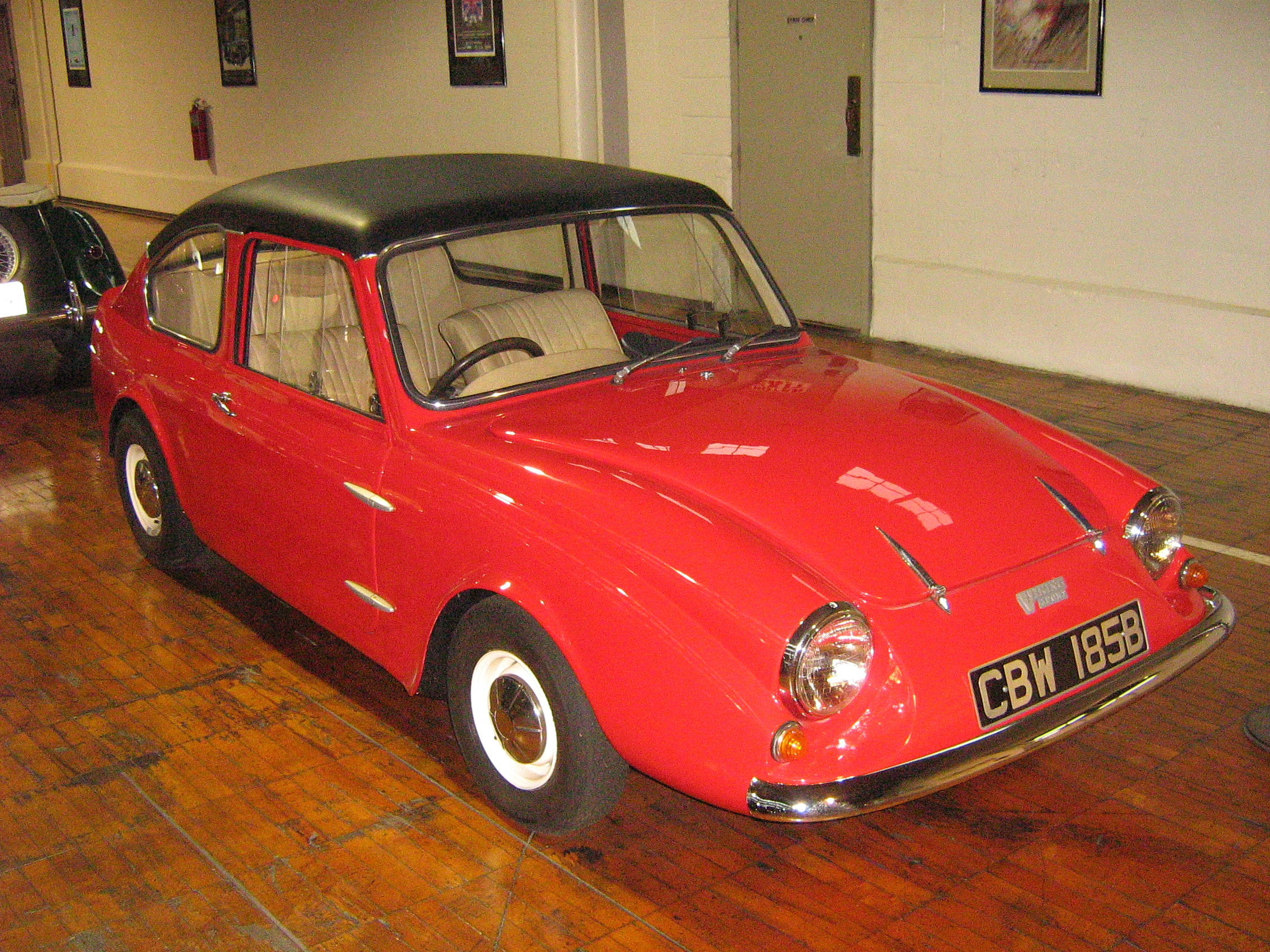
Viking Sport (1966-1967)